# Kovácshida
Kovácshida – wieś i gmina w południowej części Węgier, w pobliżu miasta Siklós, niedaleko granicy chorwackiej. Administracyjnie Kovácshida należy do powiatu Siklós, wchodzącego w skład komitatu Baranya i jest jedną z 53 gmin tego powiatu.

## Historia
Nazwa Kovácshida po raz pierwszy została wymieniona w 1342.

## Zabytki
- Kościół Reformatów zbudowany w stylu klasyczystycznym z kasetonowym sufitem.